# Ottohahnita
L'ottohahnita és un mineral de la classe dels sulfats. Rep el seu nom en honor d'Otto Hahn (1879-1968), químic alemany conegut com el "pare de la química nuclear", i per la realització d'investigacions sobre la radioactivitat i la radioquímica, guanyador del Premi Nobel en el camp de la química l'any 1944 com el descobridor de la fissió nuclear.

## Característiques
L'ottohahnita és un sulfat de fórmula química Na₆(UO₂)₂(SO₄)₅(H₂O)₇·1,5H₂O. Va ser aprovada com a espècie vàlida per l'Associació Mineralògica Internacional l'any 2015. Cristal·litza en el sistema triclínic. La seva estructura es basa en grups de [(UO₂)₄(SO₄)10]12– (diferents dels de la klaprothita i la peligotita, espècies amb les quals es troba relacionada), amb cada poliedre d'UO₇ amb un enllaç bidentat amb un tetraedre de sulfat. La seva duresa a l'escala de Mohs és 2,5. És una espècie químicament relacionada amb la fermiïta i l'oppenheimerita. També se la relaciona amb els hidrosulfats belakovskiïta i meisserita, i amb les sals bàsiques plašilita i natrozippeïta.

## Formació i jaciments
Es troba conjuntament amb la peligotita i la klaprothita; tots tres minerals són molt similars en termes de propietats físiques i químiques: color, fractura, duresa, solubilitat en aigua i fluorescència. Va ser descoberta a la mina Blue Lizard, al Red Canyon, al Comtat de San Juan (Utah, Estats Units). Es tracta de l'únic indret on ha estat trobada aquesta espècie mineral.